# Гогољски рејон
Гогољски рејон (азер. Göygöl rayonu), бивши Ханларски рејон је једна од 78 административно-територијалних јединица Азербејџана. Налази се у западном делу земље, у пределу познатом као Ганџа-Казашки регион. Административни центар рејона се налази у граду Гогољу. 
Гогољски рејон обухвата површину од 1.030 km² и има 58.300 становника (подаци из 2011). 
Административно, рејон се даље дели у 30 мање општине.